# Wola Rzeplińska
Wola Rzeplińska – wieś w Polsce położona w województwie podkarpackim, w powiecie przeworskim, w gminie Kańczuga.
W latach 1975–1998 miejscowość administracyjnie należała do województwa przemyskiego.